# Anisotoma humeralis
Anisotoma humeralis är en skalbaggsart som först beskrevs av Fabricius 1792.  Anisotoma humeralis ingår i släktet Anisotoma, och familjen mycelbaggar. Arten är reproducerande i Sverige.

## Bildgalleri

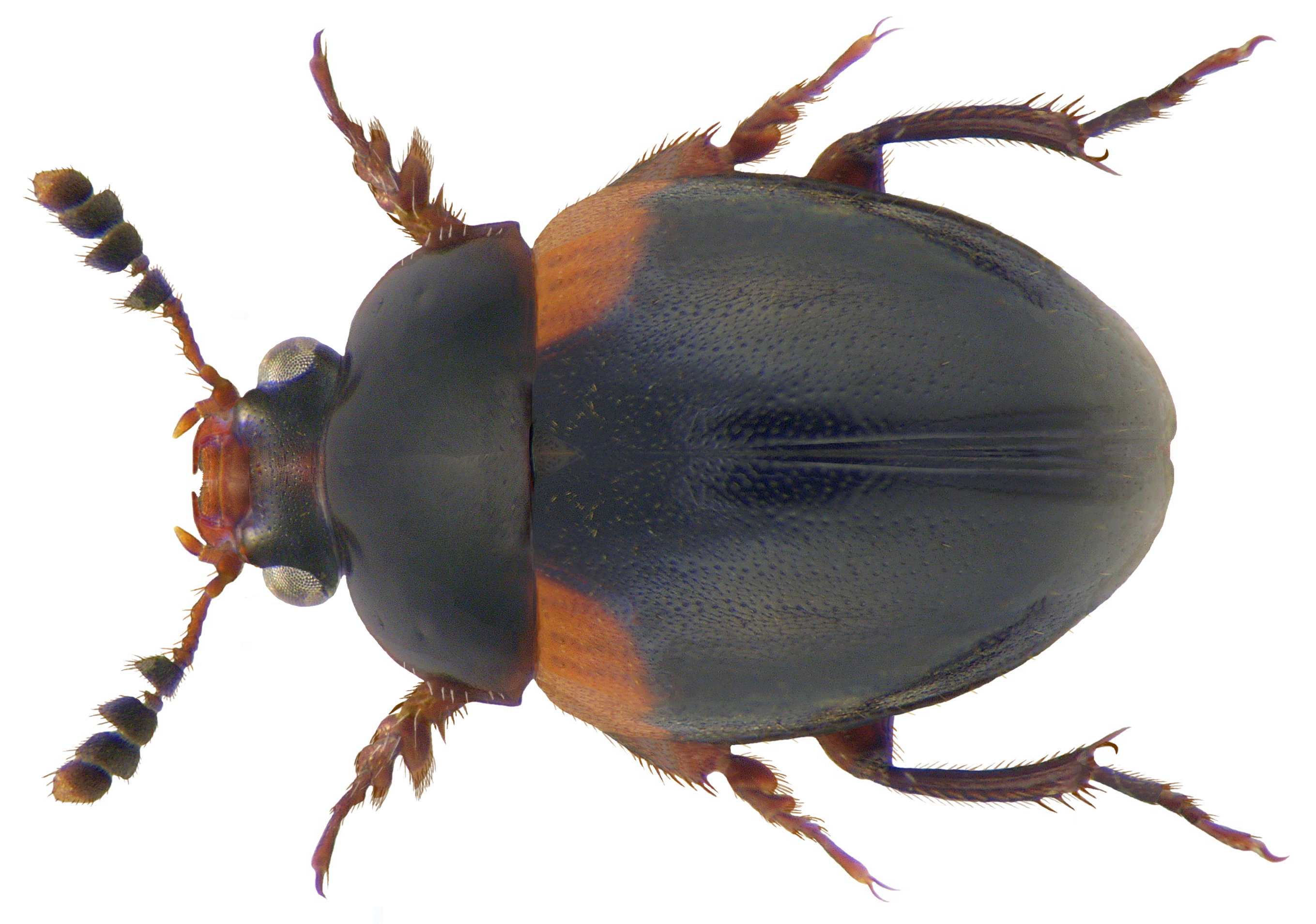
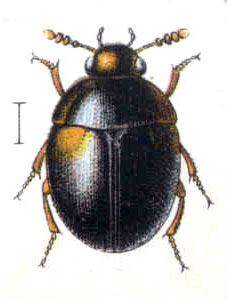
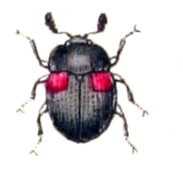